# Octave Leduc
Pour les articles homonymes, voir Leduc.
Octave Leduc, né le 15 juin 1863 et décédé le 29 avril 1934 fut un homme politique belge libéral wallon.
Il fut docteur en droit; rédac-chef du Courrier de l'Escaut.
Il fut élu conseiller communal (1911), échevin (1918-21; 1927-32) de Tournai, conseiller provincial (1921-31), puis sénateur provincial de la province de Hainaut (1931-34), en suppléance de Léon Guinotte, démissionnaire.

## Œuvres
- Le Rubens et le Jordaens revendiqués par Tournai. Réponse aux Amis des Musées royaux, Tournai, 1930.

## Sources
- sa bio sur ODIS